# エスコペターラ
エスコペターラ（エスコペタラ、escopetarra）は、ライフル、特に軍用自動小銃を改造して作られたギターであり、武器を楽器に転用した平和のシンボルとして制作されたものである。
エスコペターラとは、スペイン語のescopeta（散弾銃、特に肩付けできる銃床を持つものを指す）とguitarra（ギター）から成るかばん語である。

## 概要
エスコペターラを作ったのはコロンビアのミュージシャンで平和運動家のセサル・ロペス（César López）である。2003年2月7日、首都ボゴタの高級クラブ「エル・ノガル・クラブ」（El Nogal Club）で、自動車爆弾が爆発して36人が死亡・200人以上が負傷する大規模テロが発生した。ロペスはこの事件の際、警戒する兵士たちがギターのように銃を抱えていたことからエスコペターラの発想を得て、テロ後の集会でこの楽器を発表した。このエスコペターラはウィンチェスターライフルとストラトキャスターから作ったものだった。
彼は最初のエスコペターラを5本制作した。うち4本はコロンビアのミュージシャン・フアネス（Juanes）、アルゼンチンのミュージシャン・フィト・パエス（Fito Páez）、国際連合開発計画、およびボゴタ市政府に寄贈し、残り1本は自分用とした。フアネスは後日、寄贈されたエスコペターラをビバリーヒルズで開かれた対人地雷の被害者のための募金集会において17,000ドルで売却した。また国連に寄贈されたエスコペターラは、2006年6月の国連軍縮会議で展示された。
2006年にはロペスはさらに12本のエスコペターラを制作した。彼はコロンビア平和委員会から、無可動実銃に改造した実銃のAK-47自動小銃12丁を手に入れ、ギターに改造し、世界の有名ミュージシャンや有名人に寄贈しようとした。シャキーラ、カルロス・サンタナ、ポール・マッカートニーのほかダライ・ラマ14世にも寄贈しようとしたが、ダライ・ラマ側からは「武器を贈り物として受け取るわけにはいかない」と謝絶された。ロペスは自身の目的をより明確に説明するつもりであると述べている。